# Військова границя

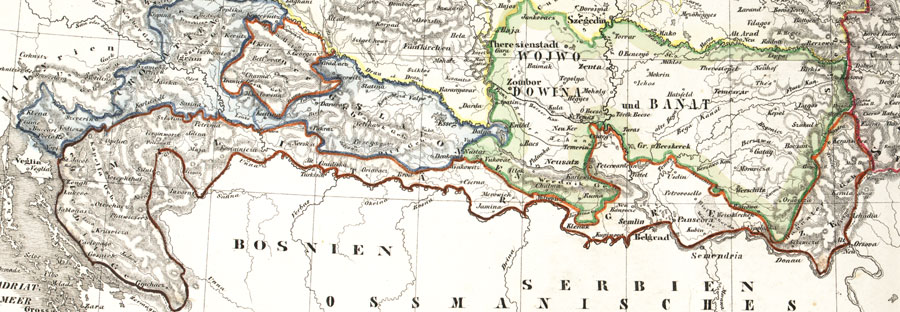
Географічна карта Військової границі

Військова границя, або Військова країна (нім. Militärgrenze, лат. confinium militare, угор. Katonai határőrvidék, хорв. Vojna krajina, рум. Graniță militară, серб. Војна краjина) — історичний термін на позначення прикордонної місцевості Австрійської імперії другої половини XV ст. — другої половини XIX ст., яка спочатку відігравала роль оборонної смуги супроти Османської імперії, згодом переростаючи у величезну габсбурзьку мілітаризовану провінцію (нім. Kriegsprovinz).
Ця повністю мілітаризована область простягалася від Адріатики до Карпат, найзахіднішу і найдавнішу частину якої утворювала хорватсько-славонська Військова границя, складена з Хорватської кра́їни та Славонської кра́їни і відома в європейській історії не тільки як окреме політичне, а і як військове, економічне і суспільне явище.